# Hangony
Hangony é um município da Hungria, situado no condado de Borsod-Abaúj-Zemplén. Tem 39,14 km² de área e sua população em 2015 foi estimada em 1.602 habitantes.